# Karl Cramer (Schriftsteller)
Karl Cramer (* 17. Juli 1807 in Elberfeld; † 3. Februar 1860 in Köln) war ein deutscher Schriftsteller, Kaufmann, Journalist, Dichter und Redakteur. Er publizierte auch unter dem Pseudonym "Karl vom Rhein" oder "Karl am Rhein".

## Leben

### Herkunft
Als Sohn einer Fabrikantenfamilie besuchte Cramer in Köln das Gymnasium und erlernte den Beruf des Kaufmanns. Danach studierte er in Bonn und Heidelberg. Nach dem frühen Tod seiner Eltern war er Teilhaber der väterlichen Eau-de Cologne-Fabrik, etablierte sich dann aber als Journalist und Schriftsteller.

## Wirken
Zuerst trat er als Dichter unter dem Namen „Karl vom Rhein“ auf, wurde aber vom Volk wegen seines ansprechenden Äußeren „der schöne Karl vom Rhein“ genannt. Seine Gedichte, welche in verschiedenen Blättern und Büchern, z. B. in dem Kinkel‘schen Jahrbuch erschienen, zeichneten sich durch Volkstümlichkeit aus. Darum war es auch möglich, dass Lieder, wie das „Jan und Griet“ (1838), sich zu einem Volkslied ersten Ranges, vorzüglich am Rhein gestaltete. „Jan und Griet“, das auf eine Kölner Sage zurückgeht, sind so bekannt geworden, wie kein zweites in diesem Jahrhundert in Köln gedichtetes Lied. Im Karneval war er engagiert, auf der Kölner Bühne ist er als Faust aufgetreten. Der Kunstwissenschaftler Merlo schrieb, dass Cramer Jacques Offenbach beeinflusst und diesen "auf die Bahn schlüpfriger Opernpossen" geführt habe.
Außer den Gedichten schrieb er für viele Tagesblätter, u. a. für die „Augsburger“, die „Weser“ und die „Düsseldorfer Zeitung“. Seine Haupttätigkeit aber wandte er den belletristischen Zeitschriften und dem Feuilleton zu. So hat er sich in der „Münchener Hauschronik“, in den „Fliegenden Blättern“, den „Düsseldorfer Monatsheften“, den „Berner Unterhaltungsblättern“, der „Stuttgarter illustrierten Zeitschrift“ und in dem Feuilleton der „Mannheimer Abend-Zeitung“ und der „Kölnischen Zeitung“ bei den Lesern durch seine stets in ein heiteres Gewand gekleideten Novellen freundliche Denksteine gesetzt. Durch seine Posse „Die Bursenbraut“, welche in Köln oft und mehrfach auf Bühnen zur Aufführung gelangte, hat sich Cramer auch auf dem dramatischen Gebiet versucht.
An der Seite von Franz Raveaux gehörte er im Vormärz zur oppositionellen Gruppierung im Kölner Karneval. In der Revolution von 1848/49 war Cramer einer der Wortführer der politischen Demokraten im Kampf um die Republik. Ebenfalls in den Jahren 1848/49 war er der Herausgeber der politisch-satirischen Zeitschrift „Der Wächter am Rhein“, ein Blatt zur Besprechung der öffentlichen Angelegenheiten. Er richtete das Redaktionsbüro im Zentrum Kölns, in der Breiten Str. 29 ein. Cramer war führendes Mitglied der Kölner „Demokratischen Gesellschaft“, 1849 war er bei den Verfassungskämpfen in Süddeutschland mit dabei. Anschließend ging er ins Schweizer Asyl, kehrte aber 1851 wieder nach Köln zurück.
Karl Cramer ist im Kölner Bürger-Hospital an einem Karbunkel mit 52 Jahren gestorben, ein Teil seines Nachlasses befindet sich im Historischen Archiv der Stadt Köln.

## Werke
- Gedicht: „Jan und Griet“.